# Gabriele Cagliari
Gabriele Cagliari (Guastalla, 14 giugno 1926 – Milano, 20 luglio 1993) è stato un ingegnere e dirigente d'azienda italiano, operante soprattutto nell'industria chimica sia pubblica sia privata. Fu presidente dell'Eni dal 1989 al 1993.

## Biografia
Si laureò al Politecnico di Milano in Ingegneria meccanica nel 1952. Appena laureato entrò nella Cucirini Cantoni Coats di Borgomanero per poi passare in Montecatini nel 1953. Come molti tecnici della Montecatini, nel 1955 entrò nell'Anic, quando il gruppo Eni, sotto la guida di Enrico Mattei, aveva deciso di strutturarsi per dare un forte impulso allo sviluppo della petrolchimica a partire dal gas come materia prima. Con una task force di giovani ingegneri fu subito inviato a Houston per partecipare alla progettazione di impianti di raffinazione e petrolchimici negli Stati Uniti. Una scuola fondamentale per l'Anic e per lui stesso, che si concretizzò nel 1959 con la sua nomina a responsabile della divisione di chimica organica della Snamprogetti.
Cagliari divenne così nei primi anni '60 l'elemento di snodo operativo tra la società di progettazione impiantistica (Snamprogetti) e la società operativa di costruzione e gestione dei nuovi impianti petrolchimici dell'Eni (Anic). Fu lui a coordinare la realizzazione dei nove nuovi impianti petrolchimici che l'Anic realizzò in quegli anni, dal petrolchimico di Ravenna all'impianto fibre di Pisticci, continuando, anche dopo la scomparsa di Mattei, la missione che questi aveva dato all'Eni.
Terminate queste attività nel 1966 lasciò il gruppo Eni per entrare come socio operativo in Eurotecnica, società di progettazione e costruzione di impianti petrolchimici, che si distinse negli anni '60 e '70 del '900 nel trasferimento di tecnologie occidentali oltre cortina, in particolare in alcuni paesi del Comecon (Romania, Bulgaria, Unione Sovietica) e nella Repubblica Popolare Cinese. Tra il 1974 e il 1977 ci fu la parentesi durante la quale lavorò per il gruppo Liquigas, di Raffaele Ursini, diventando responsabile dei nuovi investimenti di Liquichimica e sviluppando tra gli altri l'impianto per la produzione di bioproteine (proteine per l'alimentazione animale derivate dalle n-paraffine), impianto che non entrò mai in esercizio in quanto fortemente osteggiato dalle correnti politiche legate al gruppo Ferruzzi, allora importatore leader della soia americana in Italia.
Nel 1981 rientrò in Anic, ricoprendo il ruolo di direttore generale e successivamente di amministratore delegato, per poi diventare vicepresidente e amministratore delegato di Enichimica e vicepresidente di Enoxy, joint-venture tra Eni e Occidental Petroleum. In questi ruoli si occupò di ristrutturare le attività petrolchimiche del gruppo Eni, il quale negli anni precedenti, su forti pressioni politiche, aveva dovuto salvare, acquisendole, numerose aziende del settore che erano in forte crisi e rischiavano la chiusura. Le acquisizioni portarono perdite e uno sfaldamento della compattezza organizzativa del gruppo. Contemporaneamente, il gruppo Eni, appena uscito dal capitale di Montedison, dovette gestire la competizione e la sovrapposizione di produzioni con Montedison stessa, fino all'accordo che Cagliari fece nel 1983 per la suddivisione delle principali produzioni chimiche tra i due gruppi.
Nel 1983 fu nominato membro della giunta esecutiva dell'ente petrolifero, su designazione del PSI, al quale era considerato vicino politicamente. Mentre fino a quel momento aveva svolto ruoli operativi, nei quali eccelleva per le sue competenze tecniche e per le sue capacità manageriali, questo fu il suo primo incarico con una valenza politica, mondo nel quale si muoveva invece con più difficoltà.
Nel novembre 1989, sempre su indicazione del PSI, fu nominato presidente dell'Eni. Questa scelta fu fortemente appoggiata anche dal management interno in quanto Cagliari era considerato tecnicamente molto preparato, era cresciuto in Eni e conosceva bene le società operative, con i cui vertici aveva ottimi rapporti. La precedente presidenza, che non aveva nessuna di queste caratteristiche, aveva riportato l'Eni in utile attraverso la cessione di aziende non strategiche e in perdita, ma non aveva dato una chiara direzione al gruppo per le ondivaghe pressioni del mondo politico, che ne determinava ormai le scelte in un clima di frequenti crisi di governo, con continui avvicendamenti di ministri e di decisioni sempre più tattiche e sempre meno strategiche. Come ci si aspettava, Cagliari si dimostrò un manager molto preparato, ma debole nel rapporto con il mondo politico, per la sua mancanza di forti contatti in quell'ambiente.
La sua politica fu quella di riportare il gruppo nella direzione strategica che gli aveva impresso Mattei, ma in un contesto molto più difficile, soprattutto a causa delle pressioni esercitate dalla politica italiana. Alla fine degli anni ottanta questo significava investimenti in direzioni che guardassero con lungimiranza al futuro: la compatibilità ambientale, le biotecnologie, la chimica fine. Per reperire le risorse finanziarie per questo ambizioso programma, nei primi due anni della sua presidenza razionalizzò le produzioni della chimica di base non più competitive e appesantite dalle acquisizioni di aziende estranee alle attività strategiche del gruppo, e ridusse i costi di raffinazione e di distribuzione dei prodotti petroliferi.
La sua presidenza riuscì anche a essere estremamente propulsiva nella direzione dell'internazionalizzazione dell'Eni per incrementare e diversificare le fonti di approvvigionamento, soprattutto di gas naturale. Discusse e concluse nuovi accordi in Africa, in Asia, nelle Americhe e in Unione Sovietica, aree povere di tecnologie ma ricche di risorse. Grazie anche alle esperienze maturate in Eurotecnica e in Liquichimica, la sua strategia prevedeva accordi di collaborazione con questi paesi per il trasferimento di tecnologie insieme con il coinvolgimento dell'Eni nella valorizzazione delle loro risorse. Grazie alla sua sensibilità pionieristica verso la sostenibilità e i temi della salvaguardia ambientale, sotto la sua presidenza Eni fu tra gli sponsor della Conferenza di Rio, un atto considerato di grande coraggio per quei tempi e per una major petrolifera.
Eni fu l'unica azienda italiana a partecipare alla Conferenza. Rio fu l'occasione per rafforzare i rapporti con i paesi con cui Eni aveva stretto o intendeva stringere nuovi accordi, sia quelli ricchi di risorse sia quelli ricchi di tecnologie, per lo sviluppo congiunto di nuovi processi e di nuovi prodotti. La sua strategia era di orientare tutto lo sviluppo dell'Eni verso la compatibilità ambientale. Nell'energia con l'incremento dell'uso del metano e delle energie alternative (solare e celle a combustibile per la mobilità stradale). Nella chimica, con la chimica fine a basso impatto ambientale e con le biotecnologie finalizzate a prodotti eco-compatibili (per il disinquinamento da petrolio e per la sostituzione della plastica). Per raggiungere questi obiettivi intendeva arricchire l'Eni di nuove competenze scientifiche, tecniche e manageriali e potenziarne le strutture di ricerca e di formazione. Come Mattei, pose quindi molta attenzione alla crescita dei giovani dirigenti nella storica scuola di formazione dell'Eni, anche perché si rese conto dell'impoverimento del management, in parte dovuto alle continue acquisizioni del passato, che portarono nel gruppo quadri e manager che non erano stati formati attraverso il tirocinio di chi era cresciuto all'interno. Dimostrò grande attenzione verso la cultura e verso l'allora quotidiano dell'Eni, Il Giorno, che Cagliari interpretava come una voce dell'industria pubblica, che si differenziasse da quella dell'industria privata che in quegli anni deteneva molte testate importanti, oltre ad avere un proprio quotidiano attraverso la Confindustria (Il Sole-24 ore).
Sotto la sua presidenza nel 1990 Eni diventò così la società italiana più profittevole, superando gli utili della Fiat, e nel 1991 divenne il terzo gruppo energetico europeo dopo la Royal Dutch Shell e la British Petroleum. Nel 1992 le sue speranze di affrancare la gestione dell'ente da un controllo troppo serrato da parte della politica e dello spoil system nazionale si concretizzarono con la trasformazione dell'Eni in SpA. Nonostante sperasse che l'accordo da lui sottoscritto con la Montedison nel 1983 non fosse messo in discussione, negli anni del suo mandato si trovò, suo malgrado, a dover portare avanti con il governo e con la Montedison le azioni e le complesse trattative che portarono all'acquisto da parte dell'Eni delle azioni Montedison nella joint venture chimica Enimont. Dopo essersi opposto, quando era ancora membro di giunta, alla quotazione di Enimont in borsa perché "in contrasto con quanto previsto dalla Convenzione (tra Eni e Montedison n.d.r.)", dopo aver vissuto le difficoltà di gestire aziende estranee al mondo Eni, ma soprattutto giudicando strategicamente obsoleti gli impianti che Montedison aveva conferito in Enimont, si oppose all'ipotesi di acquisto, ma dovette piegarsi alla volontà della politica. Una volta che l'Eni ebbe fatto il prezzo, Montedison, sull'orlo di una crisi finanziaria gravissima quanto mantenuta riservata, sorprendentemente decise di vendere.
Il 13 febbraio 1993 fu interrogato dalla Procura di Roma sul suo ruolo nella valutazione di Enimont, che era stata preparata, su incarico di Eni, da due banche internazionali e da un docente universitario, definita dalla giunta Eni e approvata dagli esperti nominati dal Ministero delle partecipazioni statali. Nella notte tra l'8 e il 9 marzo 1993 fu arrestato a seguito di un ordine di custodia cautelare emesso dal GIP Italo Ghitti, della Procura di Milano, su richiesta dei magistrati del cosiddetto pool di Mani Pulite, e accusato di avere autorizzato il pagamento di tangenti per fare aggiudicare, da parte di Enel, una commessa alla Nuovo Pignone, società del gruppo Eni. Il 27 aprile ricevette in carcere un secondo ordine di custodia cautelare, sempre da parte del GIP Italo Ghitti, per falso in bilancio.
Il 26 maggio, mentre era in carcere, fu raggiunto da un terzo ordine di custodia cautelare da parte del Gip Maurizio Grigo, su richiesta del sostituto procuratore Fabio De Pasquale (che non faceva parte del pool Mani Pulite), in merito a una presunta tangente pagata dal gruppo Ligresti al PSI per un contratto che avrebbe dovuto essere stipulato tra l'Eni e la Sai, società assicurativa che faceva capo a Salvatore Ligresti. Oltre a Gabriele Cagliari vennero raggiunti da un mandato di arresto anche Enrico Ferranti (direttore finanziario dell'Eni), Fausto Rapisarda (amministratore delegato della Sai) e il commercialista Aldo Molino (Molino e Rapisarda erano in quel momento latitanti).
Il 9 giugno ricevette l'ordinanza di scarcerazione relativa alla prima ordinanza di custodia cautelare. Il 17 giugno ricevette l'ordinanza di sostituzione della custodia cautelare con gli arresti domiciliari relativa alla seconda ordinanza di custodia cautelare.
Il 13 luglio Salvatore Ligresti dichiarò di avere trattato personalmente l'accordo Eni-Sai con Gabriele Cagliari, Severino Citaristi e Bettino Craxi. Il 15 luglio Cagliari chiese di essere interrogato motivando così la sua richiesta:
(Estratto dell'interrogatorio.)
Durante l'interrogatorio ammise di aver parlato dell'operazione con l'ex segretario del PSI, negando tuttavia di essere a conoscenza del pagamento della tangente miliardaria, anche perché il contratto non fu mai finalizzato. Il 16 luglio fu interrogato dal PM Francesco Greco, del pool di Mani Pulite, in merito alla vicenda Enimont e dichiarò l'importo delle tangenti che Montedison avrebbe dovuto pagare al partito della Democrazia Cristiana. Lo stesso 16 luglio il PM Fabio De Pasquale interrogò Ferranti e ritenne che il presidente dell'Eni non solo stesse mentendo, ma che avesse anche cercato d'inquinare le prove influenzando Ferranti, in quanto, secondo il difensore di Cagliari, l'avvocato Vittorio D'Aiello, Ferranti «non aveva detto quello che lui [il magistrato, n.d.r.] si aspettava», e fece trapelare la notizia che avrebbe espresso parere negativo alla richiesta di scarcerazione per Cagliari, cosa che avvenne la sera stessa. Alla notizia, il 17 luglio D'Aiello pubblicò un comunicato in cui dichiarava che De Pasquale aveva promesso a Cagliari la scarcerazione e denunciava le possibili gravissime conseguenze di una decisione diversa. Il Gip Grigo ricevette poi il parere negativo di De Pasquale e cominciò a esaminare il caso per decidere se accogliere o meno la richiesta: la decisione definitiva doveva essere presa entro cinque giorni.

### Il suicidio in carcere
Il 20 luglio 1993 Cagliari fu ritrovato morente nel bagno della propria cella, la cui porta era stata chiusa dall'interno, e subito trasportato nell'infermeria del carcere di San Vittore, dove fu riscontrato il decesso dopo diversi tentativi di rianimazione. Aveva trascorso più di quattro mesi di carcerazione preventiva, durante i quali era stato ripetutamente interrogato sugli sviluppi dei casi Enimont (per il quale non aveva ricevuto ordini di custodia cautelare), fondi neri Eni (per i quali le richieste di custodia cautelare erano state revocate dal pool) ed Eni-Sai. Gabriele Cagliari si uccise soffocandosi con un sacchetto di plastica legato al collo con un laccio da scarpe: il motivo del suo suicidio, circostanziato in una lettera ai familiari scritta tredici giorni prima dell'ultimo interrogatorio, scatenò un acceso dibattito sull'utilizzo dello strumento della custodia cautelare da parte della magistratura. Nella lettera, lanciò dure accuse ai magistrati, come quella di voler instaurare uno Stato autoritario, e prese commiato dalla famiglia e dagli amici:
(Estratto della lettera.)
La busta di questa lettera, scritta il 3 luglio, venne chiusa all'interno di un'altra busta inviata da Cagliari per espresso alla moglie, Bruna Di Lucca. Sulla busta interna c'era scritto: «Da aprirsi al mio ritorno» e la busta interna non venne aperta. Tra il 3 e il 18 luglio scrisse altre cinque lettere in cui spiegava il suo gesto, lettere che tenne con sé in cella e che furono rinvenute solo dopo la sua morte. In una di queste, datata 10 luglio e indirizzata alla moglie scrisse: «Siamo agli epigoni di un sistema sconfitto; un sistema che io non ho certamente contribuito a instaurare ma che, purtroppo, ho accettato...».
Il corpo di Gabriele Cagliari presentava contusioni non tutte riconducibili alla dinamica del suicidio, i compagni di cella dichiararono che pochi giorni prima Cagliari era caduto e i medici legali confermarono che quelle particolari contusioni dovevano essere fatte risalire a qualche giorno prima della morte; i testimoni (i compagni di cella e i poliziotti penitenziari) dichiararono inoltre che il sacchetto che avrebbe causato il soffocamento era gonfio nel momento in cui Cagliari venne soccorso (questo significherebbe che Cagliari era ancora in vita, come peraltro confermato nelle conclusioni dell'autopsia). Le versioni raccontate dagli stessi testimoni presentavano imprecisioni che lasciarono qualche dubbio, ma tutte confermarono la chiusura della porta del bagno dall'interno e che Cagliari era solo nella cella. Una delle lettere d'addio che scrisse, e che evidenziavano la determinazione a commettere il suicidio, fu dunque ricevuta dalla moglie due settimane prima della morte, se quella busta fosse stata aperta ci sarebbe stato il tempo di avvertire le autorità carcerarie delle intenzioni del detenuto.

## Avvenimenti successivi
A seguito del suicidio di Gabriele Cagliari e alle dichiarazioni dell'avvocato D'Aiello, il Ministro di Grazia e Giustizia Giovanni Conso inviò a Milano due ispettori ministeriali (Ugo Dinacci e Vincenzo Nardi) per indagare sul comportamento di Grigo e di De Pasquale, ma entrambi non trovarono nulla di scorretto, sostenendo che la posizione del manager Eni «era estremamente delicata, tale da richiedere la massima ponderazione». L'unico rimprovero fu un'affermazione del pubblico ministero De Pasquale giudicata non consona al linguaggio che deve usare un magistrato («L'indagato che confessa lo mette in culo all'accusa» o, secondo altre versioni, «Ingegnere, lei me l'ha messa in culo, sono costretto a scarcerarla»). Gli atti furono trasmessi al procuratore generale della Cassazione, Vittorio Sgroj, il quale stabilì che nel comportamento di De Pasquale non c'era nulla di rilevante sul piano disciplinare, e il 20 aprile 1994 l'inchiesta fu archiviata. Nel 1995 ci fu una nuova ispezione ministeriale, su richiesta del Ministro Filippo Mancuso, da cui scaturì un'inchiesta della Procura di Brescia per abuso d'ufficio e omicidio colposo, conclusa con l'archiviazione il 23 febbraio 1996. Il Gip Giuseppe Ondei scrisse: «Si deve, senza dubbio, ritenere che nella condotta tenuta dal De Pasquale nella vicenda in oggetto non sia ravvisabile alcuna ipotesi di reato».
Nel novembre 1993 uno degli indagati della vicenda Eni-Sai, il commercialista Pompeo Locatelli, dichiarò che Cagliari stava cercando di depistare l'indagine, raccontando che il presidente dell'Eni gli disse più volte di non parlare dei rapporti economici intervenuti tra i due, poiché aveva deciso di limitarsi ad ammettere solo i fatti che gli venivano contestati. Nello stesso interrogatorio Locatelli fornì ai magistrati la chiave per scoprire il nome della fiduciaria svizzera e il conto presso il quale era stato depositato il tesoro personale di Gabriele Cagliari. Sul conto erano stati effettuati solo versamenti e non furono mai effettuati prelevamenti. Sul conto erano affluiti bonifici e contanti per un totale di 6 miliardi e 700 milioni di lire. Con vari trasferimenti, conclusisi nel luglio 1995, la vedova di Cagliari fece azzerare quel conto e bonificare presso un conto italiano messo a disposizione dalla Procura di Milano la somma di 12 miliardi e 100 milioni di lire, l'unico caso in cui oltre al capitale furono restituiti anche tutti i frutti degli investimenti effettuati. Nel marzo 1997 la somma, ormai diventata di 13 miliardi e 670 milioni di lire, fu dalla Procura attribuita all'Eni.
La testimonianza di Cagliari venne usata nel processo contro Bettino Craxi, specialmente in quello Eni-Sai, terminato con la prima condanna definitiva dell'ex segretario socialista (morto nel 2000) a 5 anni e 6 mesi per corruzione. L'uso delle parole di Cagliari per condannare Craxi venne dichiarato illegittimo dalla Corte europea dei diritti dell'uomo (CEDU) di Strasburgo (dopo aver bocciato il ricorso in prima istanza), che ha emesso una sentenza d'appello nel 2002 – in riferimento al solo processo preso in esame, quello Eni-Sai – che condannò la giustizia italiana per la violazione dell'articolo 6 («equo processo»), paragrafo 1 e paragrafo 3, lettera D («diritto di interrogare o fare interrogare i testimoni») della Convenzione europea dei diritti dell'uomo, in ragione dell'impossibilità di «contestare le dichiarazioni che hanno costituito la base legale della condanna», condanna formulata «esclusivamente sulla base delle dichiarazioni pronunciate prima del processo da coimputati (Cusani, Molino e Ligresti) che si sono astenuti dal testimoniare e di una persona poi morta (Cagliari)». La CEDU, tuttavia, ha rilevato che i giudici, obbligati ad acquisire le dichiarazioni di questi testimoni dal codice di procedura penale, si erano comportati in conformità al diritto italiano.
In seguito al suicidio di Cagliari e di altri inquisiti (Raul Gardini e Sergio Moroni), Vittorio Sgarbi definì «assassini» i magistrati di Mani pulite, frase per cui ricevette una condanna in sede civile per diffamazione dopo un lungo iter giudiziario, e dovette risarcire (secondo la sentenza definitiva del 2015) tre magistrati del pool di Milano, Gherardo Colombo, Piercamillo Davigo e Francesco Greco, con 60.000 euro.
In precedenza il critico d'arte era stato condannato a 2 mesi di carcere e a una multa di 100 milioni di lire per aver definito Fabio De Pasquale «un assassino», durante una puntata di Domenica in, condanna annullata dalla Cassazione per via dell'insindacabilità della dichiarazione in base a un parere della Giunta della Camera dei deputati, secondo cui l'epiteto di Sgarbi, anche se insinuante e diffamatorio, era una legittima opinione insindacabile in quanto parlamentare.
Dal punto di vista delle strategie del gruppo, chi lo seguì alla guida dell'Eni rinunciò a molti degli indirizzi della sua presidenza, concentrandosi solo su gas e petrolio e via via dismettendo la chimica, rinunciando allo sviluppo della chimica fine e alle biotecnologie, le produzioni a maggior valore aggiunto, vendendo il quotidiano Il Giorno e non potenziando le strutture di formazione del gruppo. Il management interno all'Eni finì per soprannominare ironicamente gli immediati successori di Gabriele Cagliari «i ragionieri». A partire dal 1995 quella stessa dirigenza diede disposizioni affinché il gruppo Eni incominciasse una serie di cause civili contro l'eredità di Gabriele Cagliari per danni patrimoniali e d'immagine, nonostante la vedova di Cagliari avesse già dichiarato la messa a disposizione di quanto depositato presso la fiduciaria svizzera. A partire dal 1996 furono emessi contro l'eredità anche avvisi di accertamento e di liquidazione che portarono a ben cinque cause fiscali, tutte vinte dall'eredità, ma che causarono un suo depauperamento per i costi delle relative difese. Ma il depauperamento maggiore fu causato dalle cause intentate dall'Eni, sia per le spese di difesa sia per quelle relative alle imposte di registro sulla sentenza di primo grado, depositata nel novembre 2001. Al termine della liquidazione dell'eredità, alle società del gruppo Eni restarono solo 45.000 euro, liquidati nel giugno 2004, quando già nel giugno 1995, con un patrimonio ereditario residuo del valore di un miliardo e 500 milioni di lire circa, la difesa dell'eredità aveva proposto una transazione per evitare il protrarsi delle cause. Anche quando il patrimonio ereditario era ormai totalmente prosciugato, l'Eni, nonostante la transazione con l'eredità fosse stata concordata tra i legali delle due parti, ha continuato a rifiutarla fino al luglio 2015, sotto il governo di Matteo Renzi e con Claudio Descalzi come Amministratore Delegato dell'Eni.
Nel marzo 2018 il figlio Stefano ha reso pubblici testimonianze e documenti inediti che confermano il suicidio di Gabriele Cagliari, che negli anni era stato più volte messo in dubbio.